# HAT-P-13
HAT-P-13 — двойная звезда в созвездии Большой Медведицы на расстоянии приблизительно 811 световых лет (около 249 парсек) от Солнца. Видимая звёздная величина звезды — +10,42m. Возраст звезды определён как около 5 млрд лет.
Вокруг звезды обращается, как минимум, одна планета.

## Характеристики
Первый компонент — жёлтая звезда спектрального класса G4. Масса — около 1,22 солнечной, радиус — около 1,91 солнечного, светимость — около 3,18 солнечной. Эффективная температура — около 5758 K.
Второй компонент — коричневый карлик. Масса — не менее 14,28 юпитерианской. Орбитальный период — около 446,27 суток. Удалён в среднем на 1,186 а.е.

## Планетная система
В июле 2009 года командой астрономов, работающих в рамках проекта HATNet, было объявлено об открытии планеты HAT-P-13 b и коричневого карлика HAT-P-13 c. Планета HAT-P-13 b, имеющая массу, равную 0,851 массы Юпитера, обращается очень близко к родительской звезде — на расстоянии 0,04 а.е. Поэтому её относят к классу так называемых горячих юпитеров.
В 2011 году группой астрономов было объявлено об открытии планеты HAT-P-13 d, позже заявление было отозвано.